# Province de Parme
La province de Parme est une province italienne, dans la région Émilie-Romagne.
La capitale provinciale est Parme.

## Géographie
La province confine au nord avec la Lombardie (province de Crémone et province de Mantoue), à l’est avec la province de Reggio d'Émilie, au sud avec la Toscane (province de Massa-Carrara) et la Ligurie (province de La Spezia et province de Gênes), à l’ouest avec la province de Plaisance.
La province est divisée, du nord au sud, en trois zones physiques :
- la bassa parmense, partie de plaine comprise entre la via Emilia et le fleuve Pô au nord :
- la zone de plaine au sud de la via Emilia qui s’étend sur une largeur d’environ 20 à 25 km ;
- l’ Apennin parmense, zone de collines de l’Apennin du Nord d’où descendent les principaux fleuves qui vont se jeter dans le Pô après avoir traversé toute la province.

### Cours d’eau
Les principaux cours d’eau qui descendent des Apennins sont : Le Taro et ses affluents les torrents Cento et Stirone, la Parma et son affluent le torrent Baganza. D’autres importants cours d’eau traversent partiellement la province comme le fleuve Enza, le fleuve Arda et le torrent Ongina.

### Sommets
Les sommets les plus élevés de la province sont situés sur la limite méridionale : le mont Sillara (1 861 m), le mont Marmagna (1 852 m), le mont Orsaro (1 831 m), le mont Maggiorasca (1 804 m), le mont Brusà (1 796 m), le mont Penna (Ligurie) (1 735 m), le mont Gottero (1 640 m), le mont Molinatico (1 549 m) et le mont Zuccone (1 423 m).
À l’intérieur du territoire, parmi ceux qui culminent au-delà de 1 400 m, nous avons : le mont Navèrt (1 654 m), le mont Caio (1 584 m), le mont Cervellino (1 492 m), le mont Pelpi (1 480 m) et le mont Polo (1 419 m).

### Lacs
- lac Santo parmentese, à 1 507 mètres d’altitude c’est le lac naturel le plus étendu de l’Apennin du nord
- lac Verde, à 1 507 mètres
- lac Ballano, à 1 341 mètres
- lac Pradaccio, à 1 370 mètres

### Parcs
- le parc régional des vallées du Cedra et du Parma (appelé aussi parc des cents lacs), inauguré en 1995, il comprend la haute vallée du torrent Cedra et la basse vallée du fleuve Parma sur 1 778 ha.
- le parc national de l'Apennin tosco-émilien , institué en 2001 sur 22 000 ha de la dorsale des Apennins entre l’Emilie-Romagne et la Toscane.
- le parc fluvial régional du Taro, institué en 1988, il s’étend sur 20 km le long des rives du fleuve taro, entre la commune de Forno di taro et le hameau de Ponte Taro.
- le parc naturel régional des forêts de Carrega, premier parc de la région institué en 1982 sur plus de 2 000 ha.
- le parc fluvial régional du Stirone, institué en 1988 sur plus de 2 748 ha le long du torrent Stirone.

### Réserves et aires protégées
- l’oasis faunistique du mont Fuso,
- l’oasis faunistique du mont Penna,
- la réserve naturelle régionale des Ghirardi, instituée en 2010 sur 370 ha sur les communes de Borgo Val di Taro et Albareto.
- la réserves naturelle Parma Morta, instituée en 1990 sur 65 ha de la commune de Mezzani
- la réserve naturelle du mont Prinzera,
- l’oasis de Torrile, sur 4 ha de la commune de Torrile.

## Histoire
L’histoire de la province de Parme est étroitement liée à sa configuration géographique et à sa région historique d'Émilie (Italie). Son immense étendue de plaine fertile, irriguée par les fleuves qui descendent des Apennins et dont les vallées sont autant de voies de communication venant du sud et empruntées par les Ligures ou les Toscans. Les nombreuses forteresses érigées sur les crêtes de ces vallées témoignent de l’intérêt politico-économique de la province.
Son étendue de plaine fut occupée par les Étrusques puis les Romains qui construisirent la via Emilia, empruntée ensuite par les barbares, les Lombards, les Piémontais, les Byzantins, les Espagnols, les Français, les Autrichiens. L’histoire est marquée aussi par les luttes intestines entre les différentes familles nobles (les Visconti, la maison d’Este, l’état pontifical, etc) et les grandes cités voisines de Modène, Reggio Emilia et Ferrare.

## Gastronomie
La région est renommée pour le fromage Parmigiano Reggiano et sa charcuterie : le jambon de Parme, le salami de Felino, le culatello di Zibello, l’épaule cuite de San Secondo Parmense, l’épaule crue de Palasone, les charcuteries locales diverses comme le strolghino, la  culaccia, le fiocchetto et la cicciolata.
Les plats cuisinés sont typiquement régionaux et liés à la cuisine émilienne, avec quelques spécificités liées aux habitudes et aux produits locaux.
Les entrées : gnocchi de patate, les cappelletti en bouillon, les tortelli (it) ou les tortellini farcis avec divers ingrédients (verdures, patate, potiron, champignon, châtaigne et pois chiche).
Les plats de résistance : plats à la viande de porc, bœuf, volaille, gibier (lièvre, sanglier, lapin, etc).
La zone compte quelques grandes marques de produits alimentaires dont les plus connus sont : Barilla, Parmalat, Mulino Bianco, Parmacotto, Mutti.

## Tourisme et culture

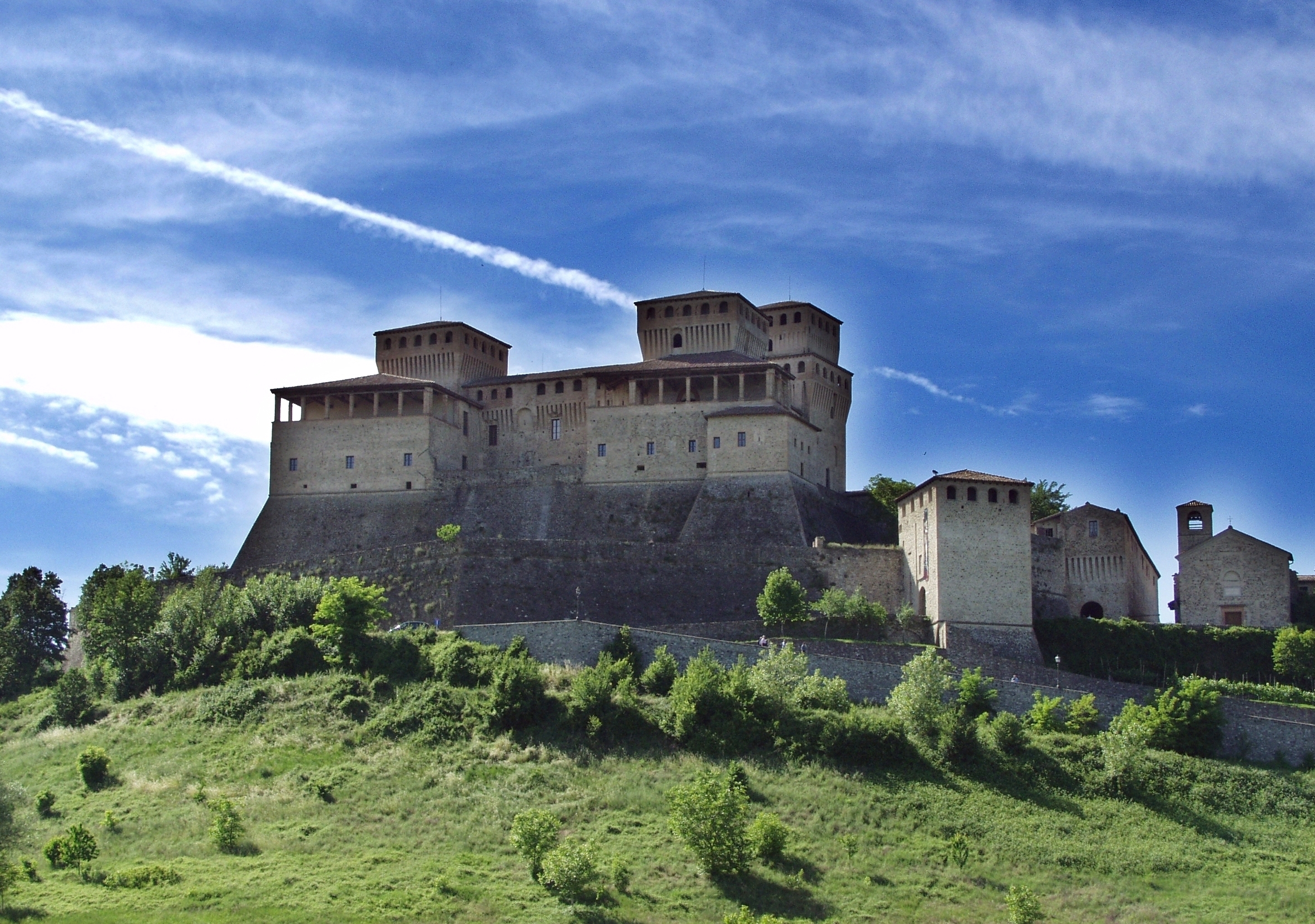
Château de Torrechiara.

Du point de vue touristique, la province a hérité du riche patrimoine historique laissé depuis le Moyen Âge jusqu’à la période napoléonienne.
- la villa Pallavicini à Busseto, siège de la mairie
- la maison natale de Giuseppe Verdi à Roncole Verdi
- le château des Rossi de San Secondo Parmense (avec 3 000 m2 de fresques)
- le château des Rossi de Roccabianca (1446-1463)
- les forteresses de Sissa, de Sanvitale de Fontanellato
- le château de Torrechiara à Langhirano

La zone montagneuse est riche de châteaux médiévaux anciennement destinés à l’observation et à la défense des confins territoriaux :
- les forteresses de Bardi, Compiano, Torrechiara, Noceto, Felino, Sala Baganza, Varano de' Melegari, Tabiano Castello, Scipione Castello, Salsomaggiore Terme et le dôme romantique de Berceto.

## Population

### Évolution de la population en janvier de chaque année
| 1861    | 1901    | 1921    | 1951    | 1961    | 1971    | 1981    | 1991    | 2001    |
| ------- | ------- | ------- | ------- | ------- | ------- | ------- | ------- | ------- |
| 271 050 | 312 623 | 376 239 | 391 299 | 389 199 | 395 497 | 400 192 | 392 330 | 392 976 |

| 2011    | - | - | - | - | - | - | - | - |
| ------- | - | - | - | - | - | - | - | - |
| 442 120 | - | - | - | - | - | - | - | - |

### Ethnies et minorités étrangères
Selon les données de l’Institut national de statistique (ISTAT) au 1er janvier 2011 la population étrangère résidente était de 55 069 personnes, soit 12,5 % de la population.
Les nationalités majoritairement représentatives étaient :
| Pos. | Pays        | Population |
| ---- | ----------- | ---------- |
| 1    | Moldavie    | 6960       |
| 2    | Albanie     | 6531       |
| 3    | Roumanie    | 5467       |
| 4    | Maroc       | 4995       |
| 5    | Tunisie     | 4208       |
| 6    | Inde        | 3131       |
| 7    | Philippines | 2308       |
| 8    | Ukraine     | 1980       |
| 9    | Sénégal     | 1682       |
| 10   | Ghana       | 1467       |

## Économie
Traditionnellement agricole, la province grâce aux voies de communications qui traversent la plaine du Pô (routes, autoroutes et voies ferrées), la proximité des grands centres comme Milan, Bologne, Modène, Ferrare, Florence, La Spezia, etc., a contribué au développement économique basé sur l’industrie, les techniques avancées, le secteur alimentaire et sans oublier le tourisme et la présence de centres de thermalisme (Salsomaggiore, Tabiano et Monticelli).
La province enregistre un peu plus de 48 000 entreprises réparties :
- 15,0 % dans l’agriculture
- 35,5 % dans l’industrie
- 51,5 % dans le tertiaire.

## Infrastructure

### Autoroutes
La province est traversée par deux autoroutes : l’autoroute du soleil A1 Milan-Bologne-Florence avec sortie à Fidenza et Parme et l’autoroute A15 Parme-La Spezia où elle rejoint la A12 Gênes-Livourne.

### Routes
- La via Emilia, voie romaine qui traverse toute la plaine d’Ouest en Est en desservant tous les chefs-lieux des provinces d’Emilie-Romagne (hors Ferrare);
- la SS343 puis SS420 Parme-Mantoue ;
- la SS62 Parme-La Spezia ;
- la SS357 de Porto-Taro (via Emilia) à Forno di taro où elle rejoint la SS62.

### Chemin de fer
- Ligne Milano-Bologna avec la gare de Parme qui dessert d’autres lignes transversales :
  - la ligne Parme-Brescia;
  - la ligne Parme-Suzzara ;
- la gare de Fidenza qui dessert :
  - la ligne Fidenza-Fornovo di Taro;
  - la ligne Fidenza-Salsomaggiore Terme;
  - la ligne Fidenza-Crémone.

### Aéroports
La province ne possède que l’aéroport Giuseppe Verdi de Parme.

## Communes
Sur les 47 communes que compte la province, seulement 7 dépassent les 10 000 habitants à fin 2010:
- Collecchio 14 120 hab.
- Fidenza 26 196 hab.
- Medesano 10 749 hab.
- Montechiarugolo 10 626 hab.
- Noceto 12 724 hab.
- Parme 186 690 hab.
- Salsomaggiore Terme 20 051 hab.

### Crédit de traduction
- (it) Cet article est partiellement ou en totalité issu de l’article de Wikipédia en italien intitulé « Provincia di Parma » (voir la liste des auteurs).